# Saihanba
Saihanba (chinois simplifié : 塞罕坝) est une localité chinoise située à 400 km de Pékin, dans le nord du Hebei, dans le xian autonome mandchou et mongol de Weichang.
Le parc forestier de Saihanba résulte d'un reboisement entrepris dans les années 1960 pour protéger la région de Pékin alors menacée de désertification.
À trois heures de route de Pékin, le parc est une destination touristique prisée.
La gare ferroviaire la plus proche se trouve à Siheyong (四合永) dans le même district.

## Histoire
Sous les dynasties Liao (907-1125) et Jin (1115-1234), Saihanba sert de terrain de chasse à la maison impériale.
L'empereur Kangxi des Qing y crée l'enclos Mulan (木兰围场) en 1681.
En 1863, le gouvernement Qing permet aux agriculteurs de récupérer des terres car les forêts et les zones humides commencent à disparaître. Saihanba se transforme en désert aride tandis que des tempêtes de sable affligent des villes de Chine du Nord telles que Pékin et Tianjin .
En 1962, l'Office national des forêts de Chine (zh) met en place une exploitation forestière mécanisée à Saihanba afin de lutter contre les tempêtes de sable. Une première génération de planteurs d'arbres commence à verdir le désert et va le transformer en oasis.
Saihanba devient « parc forestier national » en mai 1993.
Le parc est classé comme site touristique de niveau 5A par l'Office national du tourisme de Chine en 2000 et comme réserve naturelle nationale par le Conseil d'État de Chine en mai 2007.
Le 5 décembre 2017, la communauté de reboisement de Saihanba remporte le titre de Champions de la Terre, la plus haute distinction environnementale accordée par le Programme des Nations unies pour l'environnement, dans la catégorie « Inspiration et Action ».

## Parc forestier
Saihanba se trouve dans la zone de mousson tempérée froide avec une température annuelle moyenne de 1,3 °C et de la neige environ 7 mois par an. La neige peut commencer à tomber dès le mois d'août et des chutes de neige tardives ont été enregistrées jusqu'en juin.
En été, la température qui va généralement de 15 à 28 °C en fait une oasis de fraicheur .
Il y a plus de 618 espèces et 312 genres de plantes vasculaires cultivées dans le parc, dont Eleutherococcus gracilistylus, Astragalus propinquus, des glycines et des agropyrons.
La faune présente dans le parc comprend 261 espèces de mammifères, 39 espèces d'oiseaux, 32 espèces de poissons et environ 660 espèces d'insectes.

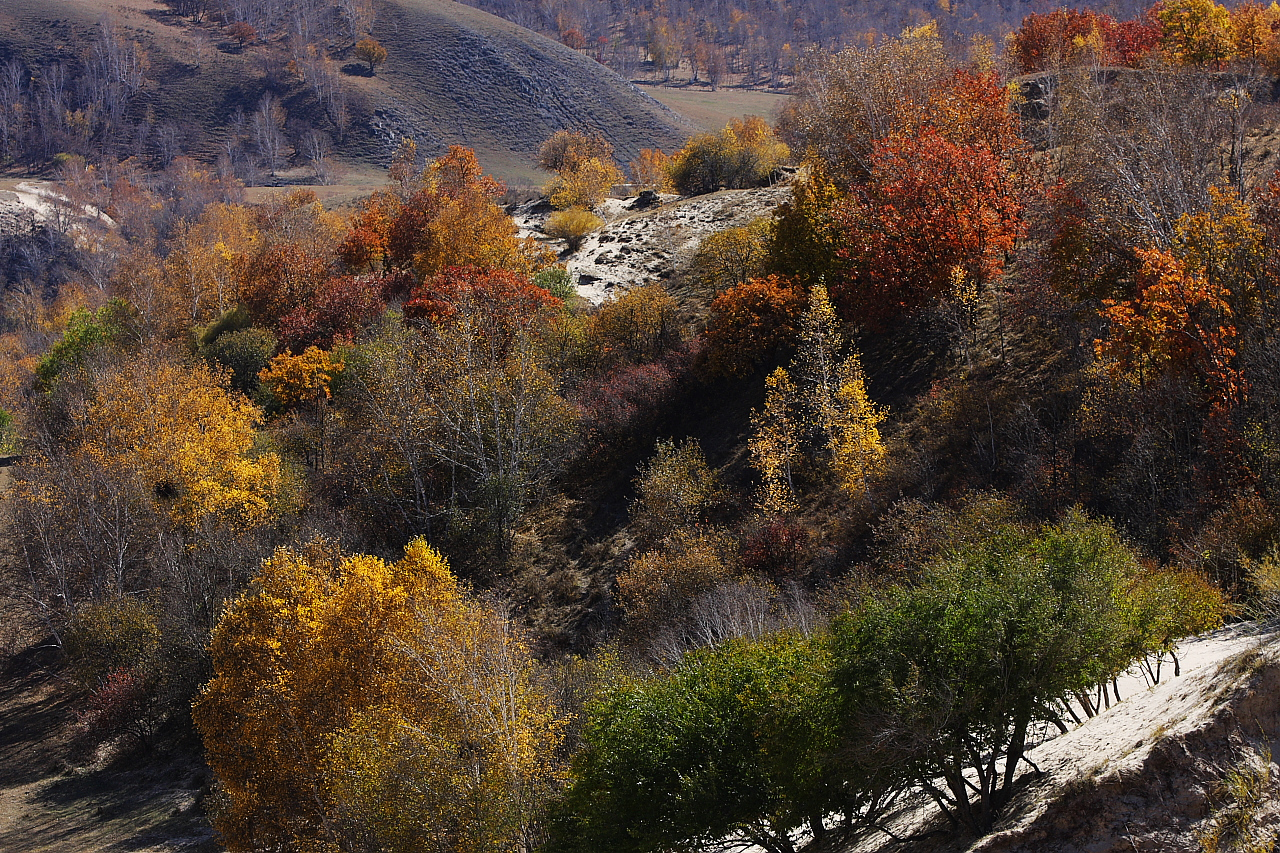
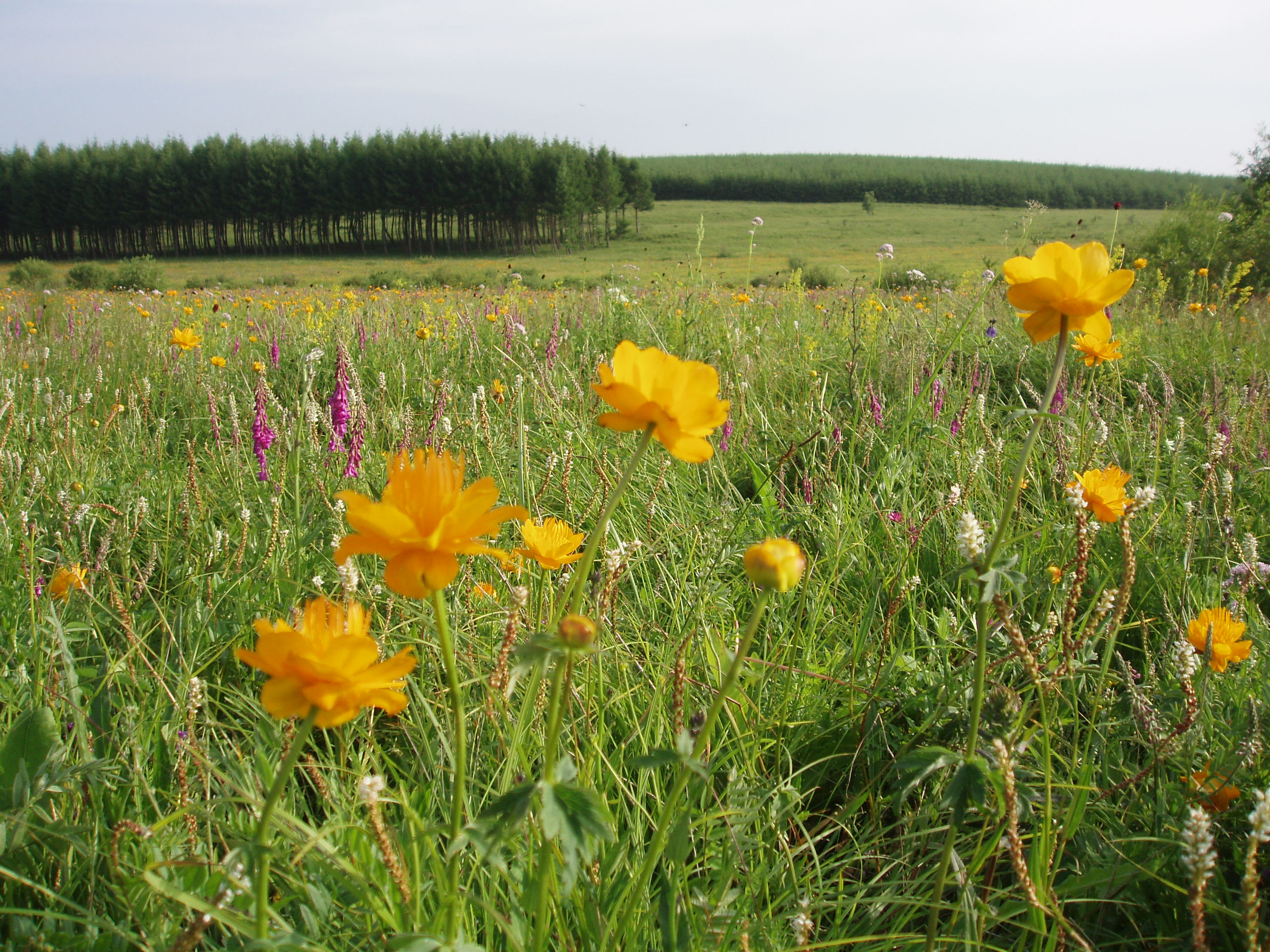
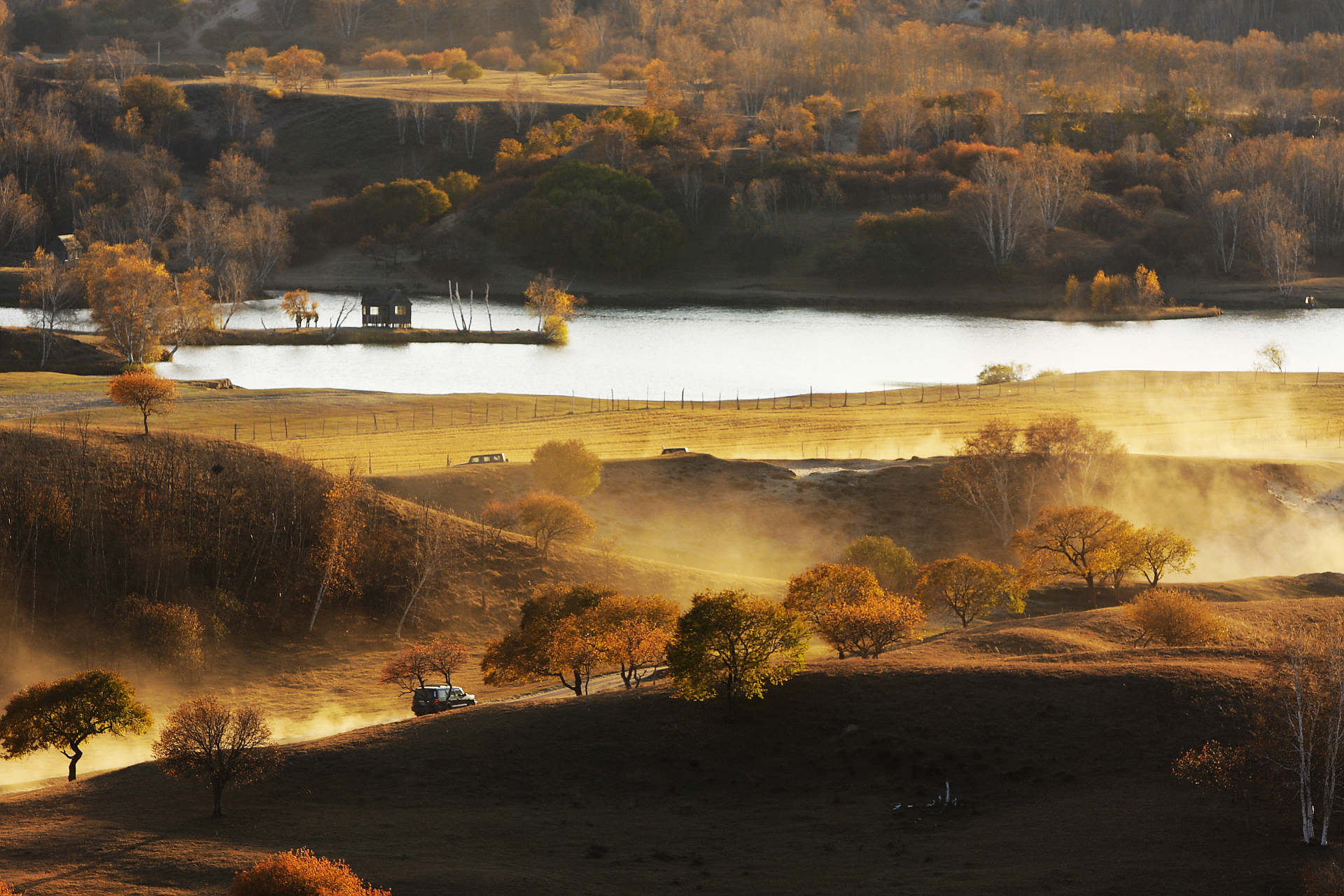